# NGC 6536
NGC 6536 est une galaxie spirale barrée située dans la constellation du Dragon. Sa vitesse par rapport au fond diffus cosmologique est de 7 741 ± 65 km/s, ce qui correspond à une distance de Hubble de 114,2 ± 8,1 Mpc (∼372 millions d'al). NGC 6536 a été découverte par l'astronome américain Edward Swift en 1884.
La classe de luminosité de NGC 6536 est II.